# Rio Jacoca
O rio Jacoca é um curso de água que banha o estado da Paraíba, no Brasil.